# Madeleine Smith
Madeleine Smith, född 1835 i Glasgow, död 1928 i New York, var en brittisk societetskvinna.  Hon var föremål för en cause célèbre, ett berömt mordfall då hon åtalades för att ha mördat sin älskare Pierre Emile L'Angelier 1857. Hon frikändes i brist på bevis. Fallet var berömt på sin tid och har blivit föremål för en film.  